# Jacques Lesaige
Jacques Lesaige, parfois appelé Jacques Lesage est un marchand de draps de soie de Douai

## Biographie
Il habitait Rue des procureurs à Douai appelée à cette époque Rue des Gisantes et son commerce se nommait Aux Princes de Jerusalem.
Il effectue un pèlerinage de Jérusalem. Ils partent à six le 19 mars 1518 de Douai, passe par Venise, Rome et s'embarque pour la Judée. Il rentre de ce pèlerinage le 24 décembre 1518, il est accueilli à Cantin par la confrérie de St-Jacques bannière déployée et plus de 2 000 personnes.

## Publications
Il relate son périple dans un livre imprimé à Cambrai en 1523 (BNF 30801348) et repris en édition moderne :
- Yvonne Bellenger, Jacques lesage : Voyage en terre sainte d'un marchand de Douai en 1519, Paris, Éditions Balland, 1989, 421 p. (ISBN 978-2-7158-0737-2).
- Sur Gallica, [https://gallica.bnf.fr/ark:/12148/bpt6k1061216.image.f2.pdf Voyage de Jacques Le Saige, de Douai à Rome, Notre-Dame-de-Lorette, Venise, Jérusalem et autres saints lieux / J. Le Saige, édition par Hippolyte-Romain-Joseph Duthillœul en 1851 (BNF 30801349)